# Catrien Santing
Catharina Geertruida "Catrien" Santing (Meppel, 1958) is een Nederlandse mediëvist en hoogleraar Middeleeuwse Geschiedenis aan de Rijksuniversiteit Groningen.

## Carrière
Santing is sinds 2009 hoogleraar Middeleeuwse Geschiedenis aan de Rijksuniversiteit Groningen (RUG). Ze studeerde Geschiedenis en Kunstgeschiedenis aan de RUG en werkte er daarna als universitair hoofddocent. Haar onderzoek richt zich met name op culturele en medische geschiedenis in de laat-middeleeuwse en vroegmoderne Lage Landen. Ze is tevens voorzitter van de redactie van BMGN.

## Publicaties
- Catrien Santing (ed.), De geschiedenis van de Middeleeuwen aan de Groningse universiteit 1614-1939 (Hilversum, 1997).
- Frank Huisman, Catrien Santing (eds.), Medische geschiedenis in regionaal perspectief: Groningen 1500-1900 (Rotterdam: Erasmus 1997).
- Catrien Santing, Henk te Velde, Margrith Wilke (eds.), Machtige lichamen. Het vingertje van Luns en andere politieke wapens (Amsterdam, 2005)[4]
- Maarten Duijvendak, Hidde Feenstra, Martin Hillenga, Catrien Santing (eds.), Geschiedenis van Groningen, 3 delen. (Zwolle: Waanders, 2008).
- Hans Cools, Catrien Santing, Hans de Valk (eds.), Adrian VI: A Dutch Pope in a Roman Context (Turnhout: Brepols, 2012).
- C. G. Santing & J. J. Touber (eds.), Blood – Symbol – Liquid (Groningen Studies in Cultural Change; Leuven: Peeters, 2012).
- Catrien Santing, Barbara Baert & Anita Traninger (eds.), Disembodied Heads in Medieval and Early Modern Culture (Leiden: Brill Publishers, 2013)